# Giorgio Panattoni
Giorgio Panattoni (Milano, 6 aprile 1937 – Ivrea, 14 maggio 2025) è stato un politico italiano.

## Biografia
Laureato in Ingegneria Gestionale al Politecnico di Milano, fu manager alla Olivetti.
Venne eletto alle elezioni politiche del 1996 alla Camera dei deputati con il Partito Democratico della Sinistra. Confermò il proprio seggio a Montecitorio anche dopo le elezioni del 2001, rimanendo quindi alla Camera fino al 2006 nelle file dei Democratici di Sinistra. Successivamente allo scioglimento dei DS, nel 2007 aderì a Sinistra Democratica.